# Dinopium shorii
Dinopium shorii là một loài chim trong họ Picidae.